# Silhouettella assumptia
Silhouettella assumptia är en spindelart som beskrevs av Michael Ilmari Saaristo 200. Silhouettella assumptia ingår i släktet Silhouettella och familjen dansspindlar. Inga underarter finns listade i Catalogue of Life.